# Ace (Band)
Ace war eine britische Pub-Rock-und Softrock-Band der 1970er Jahre, der mit How Long 1974 ein Top-3-Hit in den USA gelang.

## Bandgeschichte
Gegründet 1972 in Sheffield als Ace Flash & the Dynamos benannte sich das Quintett kurz darauf in Ace um. Ihr erstes Album Five-A-Side (1974) und die erste Single How Long (Has This Been Going On), von Sänger und Keyboarder Paul Carrack selbst geschrieben, konnten vor allem in den USA überzeugen. Zu How Long wurde Carrack inspiriert, nachdem er herausgefunden hatte, dass Bassist Terry Corner nebenbei heimlich für andere Bands gearbeitet hatte.
Trotz guter Kritiken war dem zweiten Album jedoch kein großer Erfolg mehr beschieden und auch ein zweiter größerer Singlehit blieb ihnen verwehrt, weshalb sie auch als One-Hit-Wonder gewertet werden. Nachdem ein drittes Album 1977 ebenfalls keinen Erfolg gebracht hatte, trennte man sich.
Fran Byrne, Paul Carrack und Terry Comer schlossen sich zeitweise Frankie Miller als Teil der Begleitband an. Und besonders Paul Carrack hatte später als Solist und mit verschiedenen anderen Bands wie Squeeze, Mike & The Mechanics und Roxy Music große Erfolge. Unter anderem nahm er 1996 auch noch einmal den Ace-Hit How Long auf und erreichte damit die Charts.

## Mitglieder
Die erfolgreichste Besetzung (September 1974–Juli 1977):
- Alan „Bam“ King (* 18. September 1945 in Kentish Town, London), Sänger und Gitarrist
- Phil Harris (* 18. Juli 1948 in Muswell Hill, London), Lead-Gitarrist
- Paul Carrack (* 22. April 1951 in Sheffield, Yorkshire), Sänger und Keyboarder
- Terry „Tex“ Comer (* 23. Februar 1949 in Burnley, Lancashire), Bassist
- Fran Byrne (17. März 1948 in Dublin, Irland), Schlagzeuger

## Diskografie
Alben
- Five-A-Side (1974 – Anchor Records; US-Titel: An Ace Album)
- Time For Another (1975 – Anchor Records)
- No Strings (1977 – Anchor Records)

Singles
- How Long (Has This Been Going On) (1974)
- No Future In Your Eyes (1975)